# Sha'b Abu Nuhas
Sha'ab Abu Nuhas (arabe : شعب أبو النحاس, littéralement Récif du père du cuivre, d'après la cargaison d'une ancienne épave) est un récif de corail de forme triangulaire situé au nord-ouest de l'île de Shadwan, au niveau du détroit de Gubal en mer rouge septentrionale au large de El Gouna et Hurghada.
L'endroit est un lieu dangereux pour la navigation parce qu'il se trouve à proximité du chenal maritime reliant le golfe et le canal de Suez vers le sud de la mer rouge et le détroit de Bab-el-Mandeb, et a été à l'origine d'au moins sept naufrages majeurs. Parmi ces épaves, le SS Carnatic (en) (1896), le Kimon M (1978), le Olden (1987), le Marcus (1978), le Chrisoula K (1981) et le Giannis D (1983) Le récif et les épaves sont une destination populaire pour la plongée sous-marine, quatre des épaves se trouvant à moins de 30 mètres de profondeur. Le nom du récif est d'origine arabe et signifie "récif du père du cuivre", d'après la cargaison d'une des épaves.